# Idmidronea contorta
Idmidronea contorta är en mossdjursart som först beskrevs av Busk 1875.  Idmidronea contorta ingår i släktet Idmidronea och familjen Tubuliporidae. Inga underarter finns listade i Catalogue of Life.